# Xã Fillmore, Quận Divide, Bắc Dakota
Xã Fillmore (tiếng Anh: Fillmore Township) là một xã thuộc quận Divide, tiểu bang Bắc Dakota, Hoa Kỳ. Năm 2010, dân số của xã này là 35 người.